# HD 86087
HD 86087，又名CD-49 4801，SAO 237483、HR 3927，是一颗恒星，视星等为5.72，位于銀經276.43，銀緯3.32，其B1900.0坐标为赤經9h 51m 8.1s，赤緯-49° 3.32′ 14″。